# Minettia lupulina
Minettia lupulina är en tvåvingeart som först beskrevs av Fabricius 1787.  Minettia lupulina ingår i släktet Minettia och familjen lövflugor. Arten är reproducerande i Sverige. Inga underarter finns listade i Catalogue of Life.